# Вашарејца
Вашарејца (мкд. Вашарејца) су насеље у Северној Македонији, у јужном делу државе. Вашарејца припадају општини Могила.

## Географија
Насеље Вашарејца је смештено у јужном делу Северне Македоније. Од најближег већег града, Битоља, насеље је удаљено 16 km северно.
Вашарејца се налазе у западном делу Пелагоније, највеће висоравни Северне Македоније. Насељски атар је на истоку равничарски, док на западу издиже планина Древеник. Источно од насеља протиче Црна река. Надморска висина насеља је приближно 600 метара.
Клима у насељу је континентална.

## Становништво
Вашарејца су према последњем попису из 2002. године имала 202 становника.
Претежно становништво по последњем попису су етнички Македонци (100%).
Већинска вероисповест је православље.